# Selymesmadárfélék
A selymesmadárfélék (Ptilogonatidae) a madarak osztályának verébalakúak (Passeriformes) rendjébe tartozó család.
Egyes rendszerezések szerint a csonttollúfélék (Bombycillidae) családjába sorolják, mint Ptilogonatinae alcsalád.

## Rendszerezés
A családba az alábbi Három nem és négy faj tartozik
- Ptiliogonys (Swainson, 1827) – 2 faj.
  - szürke selymesmadár (Ptilogonys cinereus)
  - hosszúfarkú selymesmadár (Ptilogonys caudatus)

- Phainopepla (Baird, 1858) – 1 faj.
  - nevadai selymesmadár (Phainopepla nitens)

- Phainoptila (Salvin, 1877) – 1 faj.
  - panamai selymesmadár (Phainoptila melanoxantha)

## Képek
|  |